# Veiling Berkel en Omstreken

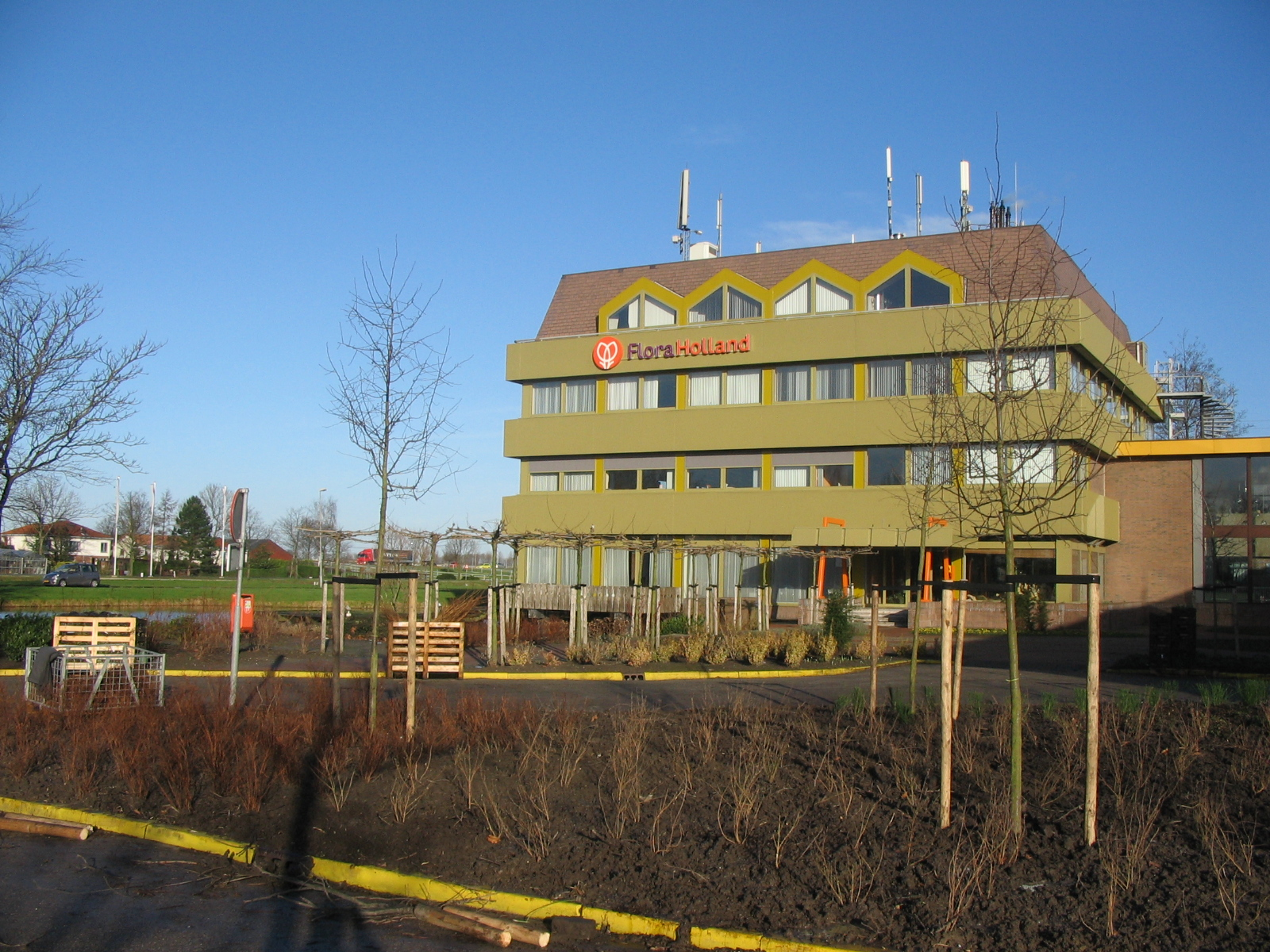
Vestiging Bleiswijk

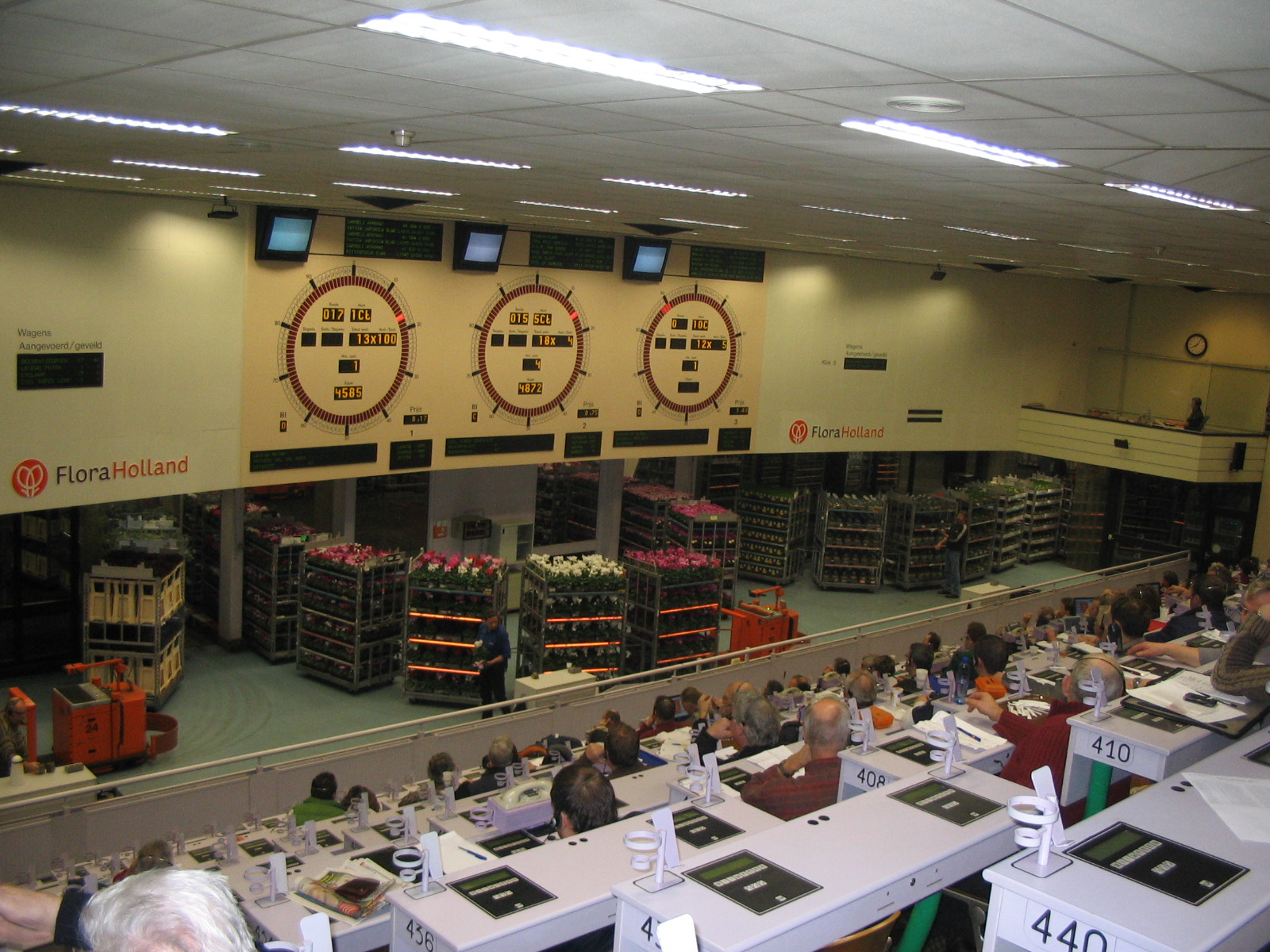
Veilingklokken

De veiling Berkel en Omstreken (ook Rotterdamsche Groenteveiling en Coöperatieve Groenten- en Bloemenveiling Berkel en Rodenrijs) was van 1909 tot 2014 een groenten- en bloemenveiling in Lansingerland, in de Nederlandse provincie Zuid-Holland. Het huidige gebouw fungeert als een logistiek distributiecentrum van FloraHolland.

## Geschiedenis
Vanaf 1909 werd een groentenveiling in Berkel en Rodenrijs gestart. Voorheen vond de veiling plaats in Rotterdam. Met de opening van de Hofpleinlijn werd bij station Rodenrijs een overslaghaven en veiling aangelegd.
Vanaf 1928 werden in de Rotterdamsche Groenteveiling behalve groenten voor het eerst ook bloemen geveild. Een jaar later werd een aparte veiling gebouwd voor het veilen van bloemen en werd de naam veranderd in Coöperatieve Groenten- en Bloemenveiling Berkel en Rodenrijs. In 1973 fuseerde de groenteafdeling met de Tuinbouwveiling in Rotterdam. Het veilen van bloemen ging verder onder de naam Bloemenveiling Berkel en Omstreken. 
In 1982 verhuisde het veilinggebouw naar de Klappolder in Bleiswijk. In 2014 werd deze veiling gesloten, de veilactiviteiten zijn verplaatst naar Naaldwijk. De vestiging blijft gehandhaafd als logistiek centrum.